# Léon Ier de Cava
Pour les articles homonymes, voir Léon Ier.
Léon Ier de Cava (né v. ? à Lucques et mort le 12 juillet 1079 à l'Abbaye de Cava, dans l'actuelle province de Salerne) est un religieux catholique italien du Moyen Âge, vénéré comme un saint par l'Église catholique est dans les mémoires comme l'abbé 2e de l'abbaye de Cava de' Tirreni.

## Vénération
Les quatre premiers abbés de Cava - Alferio Pappacarbone, Léon Ier de Cava, Pierre Pappacarbone et Costabile Gentilcore (Alferius, Leo, Petrus et Constabilis) - ont été officiellement reconnus comme des saints en 1893 par le pape Léon XIII.